# رونالد توماس (تنس)
رونالد توماس (بالإنجليزية: Ronald Thomas)‏ كان لاعب كرة مضرب أسترالي. سبق أن شارك في دورة الألعاب الأولمبية الصيفية. فاز ببطولة ويمبلدون للزوجي في سنة 1919.

## بطولات حققها
- بطولة ويمبلدون

## النهائيات

### الفردي: الوصافة 1
| النتيجة | السنة | البطولة           | الأرضية | المنافس        | النتيجة                 |
| ------- | ----- | ----------------- | ------- | -------------- | ----------------------- |
| الوصافة | 1920  | أستراليا المفتوحة | عشبية   | بات أوهارا وود | 3–6, 6–4, 8–6, 1–6, 3–6 |

### الزوجي: الألقاب 3
| النتيجة | السنة | البطولة           | الأرضية | الشريك         | المنافس                | النتيجة                 |
| ------- | ----- | ----------------- | ------- | -------------- | ---------------------- | ----------------------- |
| الفوز   | 1919  | أستراليا المفتوحة | عشبية   | بات أوهارا وود | جيمس أندرسون آرثر لوي  | 7–5, 6–1, 7–9, 3–6, 6–3 |
| الفوز   | 1919  | ويمبلدون          | عشبية   | بات أوهارا وود | رودني هيث راندولف ليكت | 6–4, 6–2, 4–6, 6–2      |
| الفوز   | 1920  | أستراليا المفتوحة | عشبية   | بات أوهارا وود | هوراس رايس روي تايلور  | 6–1, 6–0, 7–5           |

## روابط خارجية
- رونالد توماس على موقع رابطة محترفي التنس (الإنجليزية)
- رونالد توماس على موقع الاتحاد الدولي لكرة المضرب (الإنجليزية)
- رونالد توماس على موقع أوليمبيديا (الإنجليزية)
- رونالد توماس على موقع اللجنة الأولمبية الأسترالية (الإنجليزية)